# Rex (Halmstad)

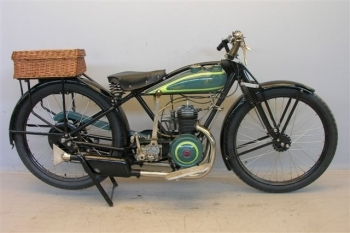
Rex uit 1928 met een 175 cc Villiers-tweetaktmotor

Rex is een historisch merk van motorfietsen.
A.B. Maskinfabriken Rex, Halmstad.
Zweeds merk dat in 1908 begon met de productie van motorfietsen met Motosacoche-motoren, maar al in 1911 gebruikte men eigen 2½ pk V-twins.
Tot 1934 werden er modellen met Villiers- en JAP-motoren van 147- tot 746 cc gebruikt en daarna tweetakten van 49- tot 248 cc die betrokken werden van Sachs, ILO en Husqvarna.